# Lincoln Fitzgerald
Lincoln Fitzgerald (San Francisco, 21 de octubre de 1892-Reno, 18 de abril de 1981) fue un propietario de casinos estadounidense que operaba tres casinos en Nevada. Anteriormente operó establecimientos de juego en Míchigan, pero en 1946 se mudó a Reno, Nevada y abrió The Nevada Club. En 1949 sobrevivió a un intento de asesinato en su propio garaje. En 1976 abrió el más grande de sus casinos, el Fitzgeralds Casino & Hotel en Reno, de 16 pisos.
Después de su muerte, se descubrió un tesoro en un almacén. El tesoro incluía fichas de casino y 100 000 dólares de plata estadounidenses. El contenido del almacén fue comprado por el comerciante de monedas Ron Gillio y lo llamó Fitzgerald Hoard.

## Primeros años de vida
Fitzgerald nació en San Francisco, California, el 21 de octubre de 1892, y tenía un hermano llamado Stanton. Lincoln Fitzgerald era un veterano del Ejército de los Estados Unidos y sirvió en la Primera Guerra Mundial. Mientras estuvo en Detroit, Fitzgerald era un jugador y se asoció con la The Purple Gang de Detroit. The Purple Gang era un grupo de criminales principalmente de ascendencia judía que estaban asociados con la prostitución, el juego, el bootlegging y el asesinato.

## Carrera
Fitzgerald y su socio Danny Sullivan operaban varios establecimientos de juego en Detroit, Míchigan. Uno de sus establecimientos se llamaba Detroit Gambling Club. En 1946, los dos llegaron a Reno con un camión lleno de equipos de juego. En 1946, los socios abrieron un casino en el centro de Reno al que llamaron The Nevada Club.
Fitzgerald y Sullivan habían sido acusados de soborno y operaciones de juego ilegal en condado de Macomb, Míchigan. Finalmente resolvieron el asunto pagando 52 000 dólares estadounidenses en multas y costas judiciales. Fitzgerald abrió el Nevada Club en 1946 y lo operó hasta su muerte en 1981. En 1976 abrió un casino más grande de 16 pisos al que llamó Fitzgeralds Casino & Hotel. En el momento de su muerte, operaba tres casinos, Fitzgeralds Casino & Hotel (Reno), Nevada Club (Reno) y Nevada Lodge de Lake Tahoe.

## Intento de asesinato
Poco después de la medianoche del 19 de noviembre de 1949, Fitzgerald resultó gravemente herido cuando un agresor le disparó en el costado derecho con una escopeta. El agresor disparó por segunda vez hacia la cabeza de Fitzgerald pero falló. Cuando lo llevaron al hospital, se pensó que quedaría paralizado. La escopeta estaba tan cerca del costado de Fitzgerald que la guata del casquillo quedó incrustada en su cuerpo. Su esposa Meta escuchó los disparos y salió corriendo para verlo desplomado en el suelo del garaje. El disparo de escopeta le había dañado la columna y tenía más de 110 perdigones alojados en el cuerpo. Su hígado resultó gravemente dañado y no se pudieron extraer varios perdigones. El tirador nunca fue encontrado. Las autoridades sospecharon que el intento de asesinato pudo haber sido obra de The Purple Gang. Después del tiroteo y su recuperación, comenzó a alojarse en el casino Nevada Club. Caminó cojeando por el resto de su vida. Se alojó en el segundo piso del Nevada Club, en un apartamento con paredes de acero. El Reno Gazette-Journal se refirió a él como solitario.

## Vida personal
Fitzgerald estaba casado con una mujer llamada Meta. Después de sobrevivir al intento de 1949, se volvió más solitario y rara vez salía de su casino y de su casa. También comenzó a almacenar dólares de plata y otros artículos coleccionables del casino en un almacén de Reno, Nevada. Después de su muerte, un comerciante de monedas de California, Ron Gillio, compró todos los artículos del almacén. Gillio llamó a los artículos en el almacén Fitzgerald Hoard. Entre los objetos del tesoro se encontraban fichas de casino y 100 000 dólares de plata estadounidenses.
Fue hospitalizado en Washoe Medical Center el 31 de marzo de 1981 y murió allí el 18 de abril. Había estado sufriendo una infección del tracto respiratorio superior.